# Dean Morgan

Dean Morgan (Edmonton, Inglaterra, 3 de octubre de 1983) es un futbolista inglés. Juega de delantero y su actual equipo es el Wycombe Wanderers de la Football League Two de Inglaterra. 

## Clubes
| Club                  | País       | Año         |
| --------------------- | ---------- | ----------- |
| Colchester United     | Inglaterra | 2000 - 2003 |
| Reading Football Club | Inglaterra | 2003 - 2005 |
| Luton Town            | Inglaterra | 2005 - 2006 |
| Southend United       | Inglaterra | 2007 - 2008 |
| Crewe Alexandra       | Inglaterra | 2008        |
| Leyton Orient         | Inglaterra | 2008-2009   |
| Grays Athletic        | Inglaterra | 2009        |
| Milton Keynes Dons FC | Inglaterra | 2009-2010   |
| Aldershot Town        | Inglaterra | 2010        |
| Chesterfield FC       | Inglaterra | 2010-2012   |
| Oxford United         | Inglaterra | 2012        |
| Wycombe Wanderers     | Inglaterra | 2012-       |

## Palmarés

### Campeonatos nacionales
| Título              | Club            | País       | Año  |
| ------------------- | --------------- | ---------- | ---- |
| Football League Two | Chesterfield FC | Inglaterra | 2011 |